# Богнеча Вас
Богнеча Вас (словен. Bogneča vas) — поселення в общині Мокроног-Требелно, регіон Південно-Східна Словенія, Словенія.